# Collaborateur occasionnel du service public
 (juin 2022).
La mise en forme du texte ne suit pas les recommandations de Wikipédia : il faut le « wikifier ».
Les points d'amélioration suivants sont les cas les plus fréquents. Le détail des points à revoir est peut-être précisé sur la page de discussion.
- Les titres sont pré-formatés par le logiciel. Ils ne sont ni en capitales, ni en gras.
- Le texte ne doit pas être écrit en capitales (les noms de famille non plus), ni en gras, ni en italique, ni en « petit »…
- Le gras n'est utilisé que pour surligner le titre de l'article dans l'introduction, une seule fois.
- L'italique est rarement utilisé : mots en langue étrangère, titres d'œuvres, noms de bateaux, etc.
- Les citations ne sont pas en italique mais en corps de texte normal. Elles sont entourées par des guillemets français : « et ».
- Les listes à puces sont à éviter, des paragraphes rédigés étant largement préférés. Les tableaux sont à réserver à la présentation de données structurées (résultats, etc.).
- Les appels de note de bas de page (petits chiffres en exposant, introduits par l'outil «  Source ») sont à placer entre la fin de phrase et le point final[comme ça].
- Les liens internes (vers d'autres articles de Wikipédia) sont à choisir avec parcimonie. Créez des liens vers des articles approfondissant le sujet. Les termes génériques sans rapport avec le sujet sont à éviter, ainsi que les répétitions de liens vers un même terme.
- Les liens externes sont à placer uniquement dans une section « Liens externes », à la fin de l'article. Ces liens sont à choisir avec parcimonie suivant les règles définies. Si un lien sert de source à l'article, son insertion dans le texte est à faire par les notes de bas de page.
- La présentation des références doit suivre les conventions bibliographiques. Il est recommandé d'utiliser les modèles {{Ouvrage}}, {{Chapitre}}, {{Article}}, {{Lien web}} et/ou {{Bibliographie}}. Le mode d'édition visuel peut mettre en forme automatiquement les références.
- Insérer une infobox (cadre d'informations à droite) n'est pas obligatoire pour parachever la mise en page.

Pour une aide détaillée, merci de consulter Aide:Wikification.
Si vous pensez que ces points ont été résolus, vous pouvez retirer ce bandeau et améliorer la mise en forme d'un autre article.
Le collaborateur occasionnel du service public ou COSP vise les personnes prêtant de manière occasionnelle ou ponctuelle leur concours à l'exécution d'une mission de service public.
Cette notion a une portée purement fonctionnelle et développée par le Conseil d'Etat qui souhaitait organiser une protection juridique à ces personnes qui, sans avoir le statut d'agent du service public (il n'y a pas de lien d'emploi), participaient à son exécution.    

## Mouvement jurisprudentiel
Le statut de COSP étend la jurisprudence "Cames" (CE, 21 juin 1895, Cames) qui ouvrait la possibilité à un agent de l'administration victime d'un accident dans le cadre de ses fonctions d'obtenir une indemnisation sur le fondement de la responsabilité sans faute.

## Conditions
Ces COSP peuvent être directement sollicités ou agir de leur propre initiative, et cela depuis l'arrêt dit "Commune de Saint-Priest-la-Plaine" (CE, 22 nov. 1946, n° 74725, 74726).
En revanche, l'action de cette personne doit nécessairement se rapporter à une mission de service public.
Elle doit également être nécessaire et justifiée.         
Le lien entre le collaborateur et le service public peut être indirect. Par exemple, le cas d'un navire en difficulté au large des côtes africaines. L’État français a sollicité une société pétrolière française exploitant au Gabon pour intervenir sur le navire par un sous-traitant qui avait des hélicoptères. Le pilote d’hélicoptère est mort pendant le sauvetage.                  

## Cas particulier
Parfois, l'identification d'un collaborateur occasionnel du service public peut s'avérer compliquée, notamment lorsque la situation présente un conflit d'intérêts (personnel/général). 
Par un arrêt du 1er juillet 1977 (CE Sect., 1er juillet 1977, Commune de Coggia), le Conseil d'Etat est venu précisé son indifférence à cet égard.  
En l'espèce, il était question d'un individu ayant sauté à l'eau pour sauver une autre individu avec lequel il avait un lien de parenté de la noyade. Les deux se noient. Le Conseil d'Etat a appliqué la collaboration du service public de sauvetage en mer à l'individu ayant tenté de secourir l'autre. Par conséquent, la responsabilité de l'administration a été engagée.    

## Engagement de la responsabilité administrative
En droit de la responsabilité administrative, ces collaborateurs occasionnels du service public engagent la responsabilité sans faute pour risque de l'administration. Il appartient alors à l'administration de réparer l'intégralité du dommage causé à la victime collaborateur occasionnel du service public.            